# Raymond Queneau
Raymond Queneau [keno] (21. února 1903 Le Havre – 25. října 1976 Paříž) byl francouzský prozaik, básník a matematik.
Vystudoval Sorbonnu, poté se stal zaměstnancem vydavatelství. Roku 1924 vstoupil do surrealistické skupiny. Roku 1929 se dostal do konfliktu s André Bretonem, po němž surrealistické hnutí opustil. V roce 1960 byl spolu s Françoisem Le Lionnaisem zakladatelem skupiny Oulipo.

## Dílo
Nejprve byl ovlivněn surrealismem, člen skupiny Oulipo. Se surrealismem se poměrně brzy rozešel a věnoval se psaní tzv. experimentálních děl, kde spojoval racionalismus s fantazií.
V jeho dílech se objevuje existencialistická skepse, pocit odcizení, tento vliv se mísí s jeho osobitým humorem a parodií.
Často používal hovorovou formu jazyka, objevuje se u něj i fonetický přepis. Svůj první román – Svízel – zamýšlel jako překlad Descartových meditací do „novofrancouzštiny“, tedy do hovorového jazyka. Od tohoto záměru nakonec upustil.

### Romány
| fr. název                                | nakl. + rok vydání                                        | český název                 | nakl. + rok vydání překladu | poznámka |
| ---------------------------------------- | --------------------------------------------------------- | --------------------------- | --------------------------- | --- |
| Le chiendent                             | Gallimard 1933 Folio n° 588                               | Svízel                      | Garamond 2003               | - Queneau dostal za román cenu prix des Deux Magots - přeložil Jiří Pelán |
| Gueule de Pierre                         | 1934                                                      |                             |                             | - tento román byl společně s Les temps mêlés „přetaven“ do románu Saint Glinglin |
| Les derniers jours                       | 1936                                                      | Poslední dny                | Volvox Globator 2017        | - přeložila Marie Přibylová |
| Odile                                    | Gallimard 1937 l’Imaginaire n° 276                        | Odile                       | Mladá fronta 1993           | - přeložila Jarmila Fialová - dramatizaci uvedla činohra Národního divadla v Brně v roce 2004 v režii Jakuba Macečka                                                                        |
| Les enfants du limon                     | Gallimard 1938 Folio n° 303                               | Děti bahna                  | Symposium 2002              | - přeložil Ladislav Šerý |
| Un rude hiver                            | Gallimard 1939 l’Imaginaire n° 1                          | Tuhá zima                   | Odeon 1980                  | - přeložila Jarmila Fialová |
| Les temps mêlés                          | 1941                                                      |                             |                             | - tento román byl společně s Gueule de Pierre „přetaven“ do románu Saint Glinglin |
| Pierrot mon ami                          | Gallimard 1942 Folio n° 226                               | Můj přítel Pierot           | SNKLU 1965                  | - přeložila Věra Linhartová |
| Loin de Rueil                            | Gallimard 1944 Folio n° 849                               | (není přeloženo)            |                             | |
| On est toujours trop bon avec les femmes | éditions du Scorpion, 1947 a Gallimard 1947 Folio n° 1312 | Na ženský je člověk krátkej | Volvox Globator 2001        | - román byl vydán pod pseudonymem Sally Mara. - přeložil Patrik Ouředník |
| Saint Glinglin                           | Gallimard 1948 l’Imaginaire n° 78                         | Na svatého Dyndy            | Garamond 2006               | - jde vlastně o sloučení románů Gueule de Pierre a Les temps mêlés do jednoho textu - česky vyšlo rovněž roku 1967 pod názvem Svatý Bimbas - přeložila Jarmila Fialová                      |
| Le journal intime de Sally Mara          | 1950                                                      |                             |                             | - společně s On est toujours trop bon avec les femmes vydáno pod titulem Œuvres complètes de Sally Mara v roce 1962                                                                         |
| Dimanche de la vie                       | Gallimard 1952 Folio n° 442                               | Koření života               | Odeon 1972                  | - Pozn.: Dimanche znamená francouzsky neděle, doslovný překlad fr. titulu by tedy zněl neděle života - přeložila Jarmila Fialová                                                            |
| Zazie dans le métro                      | Gallimard 1959 Folio n° 103                               | Zazie v metru               | Mladá fronta 1969           | - zfilmováno - přeložil Zdeněk Přibyl - podruhé vyšlo v roce 1993 ve stejném překladu v nakladatelství Trigon - dramatizaci uvedlo divadlo DISK v Praze v roce 2005 v režii Jolany Kubíkové |
| Les œuvres complètes de Sally Mara       | Gallimard 1962 Folio n° 48                                |                             |                             | - obsahuje romány Journal intime de Sally Mara, On est toujours trop bon avec les femmes a sbírku aforismů Sally plus intime                                                                |
| Les fleurs bleues                        | Gallimard 1965 Folio n° 1000                              | Modré květy                 | Práce 1992                  | - přeložil Jiří Pelán |
| Le Vol d’Icare                           | Gallimard 1968 Folio n° 2629                              |                             |                             | |

Queneauovo dílo existuje rovněž v souborném vydání Encyclopédie de la Pléiade (viz bibliografie):
- První svazek zahrnuje veškerou poezii (viz oddíl níže), vyšel v roce 1989 a od té doby v několika dalších reedicích.
- Druhý svazek obsahuje první část románů (Le Chiendent, La gueule de pierre, Les derniers jours, Odile, Les Enfants du Limon, Un rude hiver, Les temps mêlés a Pierrot mon ami, tedy všechny romány z let 1933–1942), vyšel v roce 2002.
- Třetí svazek obsahuje zbývající část románů (Exercices de style, Loin de Rueil, Saint Glinglin, Le dimanche de la vie, Zazie dans le métro, Les Œuvres complètes de Sally Mara, Les fleurs bleues, Le vol d’Icare, tj. díla, která vyšla po 2. světové válce. Tento svazek vyšel v roce 2006.)
- Spekuluje se rovněž o vydání dalších svazků, které by obsahovaly Queneauovy eseje, případně dosud nevydané texty (dostupné v archivu

### Básnické sbírky
- Cent mille milliards de poèmes (Sto tisíc miliard sonetů) – typicky oulipistické dílo. Obsahuje pouze deset sonetů. Každý řádek v každém sonetu odpovídá svou gramatickou i logickou strukturou řádku se stejným pořadím v jiném sonetu. Kniha navíc běžně vychází ve francouzských vydáních s vodorovně nařezanými listy, takže si každý čtenář může dohromady složit libovolný sonet. Četba všech možných kombinací (celkem 1014) by jednomu čtenáři trvala zhruba 200,000,000 let i při čtení zabírajícím 24 hodin denně.

| fr. název               | nakl. + rok vydání | poznámka |
| ----------------------- | ------------------ | --- |
| Les Ziaux               | 1943               | |
| L’instant fatal         | Gallimard 1946     | - některá vydání obsahují rovněž sbírku Les Ziaux |
| Exercices de style      | Gallimard 1947     | - Stylistická cvičení - banální historka popsaná v 99 stylistických a jazykových obměnách (Váhavě, Subjektivně, Předpojatě, Vulgárně, Nešikovně, Balada, Alexandrín, Sonet, Baroko, Helénismy, Kondicionál, Geometricky, Zoologicky...) Český překlad Patrik Ouředník (Jazzová sekce 1985; Volvox Globator 1994; 2012) |
| Le chien à la mandoline | Gallimard 1965     | |
| Courir les rues         | 1967               | |
| Battre la campagne      | 1968               | |
| Fendre les flots        | 1969               | |
| Morale élémentaire      | Gallimard 1975     | |

### Eseje
| fr. název                   | nakl. + rok vydání                                                       | poznámka |
| --------------------------- | ------------------------------------------------------------------------ | --- |
| Bâtons, chiffres et lettres | Gallimard 1950, 2. vyd. 1965 Idées n° 70 a také jako Folio Essais n° 247 | |
| Une histoire modèle         | Gallimard 1966                                                           | - Esejistické úvahy týkající se historie (jejího opakování se). Často je tato kniha chápána jako vysvětlující doslov k románu Les fleurs bleues (1965). |